# 未来 (政党)

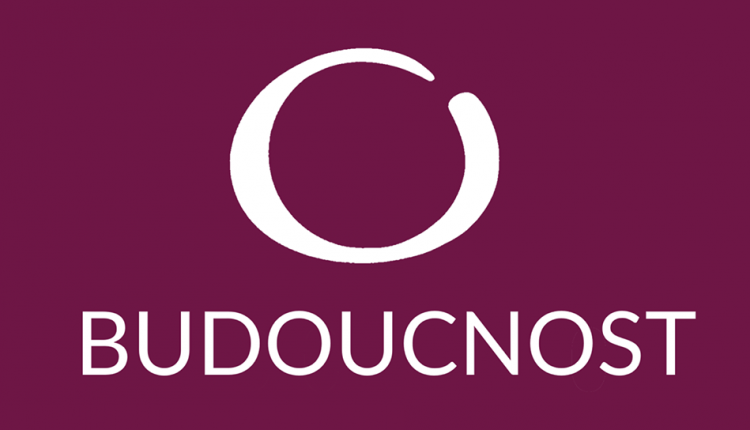
未来标志

未来（捷克語：Bouducnost）是捷克的一个左翼政党。2020年5月，该党在捷克内政部注册，部分创始成员来自于绿党的内部派别绿色再审视和捷克社会民主党的内部派别理想主义者.cz。该党由联合主席雅库布·科瓦里克和克拉拉·舒科尼科娃领导。该党是中东欧绿色左翼联盟的成员。